# シャグマアミガサタケ
シャグマアミガサタケ（赭熊網笠茸、学名: Gyromitra esculenta）は、子嚢菌門フクロシトネタケ科シャグマアミガサタケ属に属する中型からやや大型になるキノコの一種である。頭部は黒色でしわの多い脳みそ状で中が空洞、基部は太く不規則な形態であるのが特徴。死亡例もある猛毒キノコで知られるが、北欧のフィンランドでは食用に販売され、煮沸による毒抜きをして食べられている。

## 名称
和名「シャグマアミガサタケ」の由来は、傘（頭部）が編笠状で、ヒグマの毛に似た赤褐色を「赭熊」（赤褐色のクマの毛皮を思わせる色調に染めたヤクの尾の毛。あるいはそれに似た色調のかもじ）にみたてたものである。
日本での方言名は少なく、「ぐにゃぐにゃ」（秋田県南部）・「しわあだま」（秋田県北部）・「しわもだし」（東北地方の各地）などの呼称が知られている程度である。
学名の属名 Gyromitra は、ギリシア語起源の Gyros（γύρος：丸い・円形の・球形の）と mitra（μιτρα：頭巾・ターバン）とを結合したものである。また、種小名 esculenta は、ラテン語で「食用になる」の意である。
英名では False Morel（ニセアミガサタケ）の呼称が一般的であるが、この名がいつごろから用いられているのかは明らかでない。北アメリカのオンタリオ州付近では Elephant’s Ear（ゾウの耳）の呼称が与えられているという。

## 分布と生態
北半球温帯以北に分布し、日本では北海道と本州
などが知られている。
おもに春季、マツ属（Pinus）・モミ属（Abies）・トガサワラ属（Pseudotsuga）・トウヒ属（Picea）などの針葉樹下の地上に発生する。日本においては、アカマツのほか、スギ・ヒノキなどの林内でもときおり見出されることがある。
子実体の組織片を分離源とし、ジャガイモ＝ブドウ糖寒天培地や麦芽エキス寒天培地を用いて培養することはいちおう可能であるが、純粋培養した菌株は不安定で死滅しやすい（光条件が菌株の生育に影響を与える可能性がある）。また、生活環において、無性世代は確認されていない。
生活様式については、腐生性であるという説と、外生菌根を形成するとする説、あるいはアミガサタケと同様に、周囲の環境に合わせて腐生生活と菌根形成とを随時に切り替えると考える説があったが、最近では腐生生活を営むのではないかと推定されている。
栃木県下では、絶滅のおそれがある「要注目種」としてレッドデータブックに収録されている。

## 形態
子実体は高さ5–15センチメートル (cm) で、頭部と明瞭な柄とで構成される。頭部は全体としては歪んだ球状から不規則形をなし、表面には著しい凹凸やしわを生じて脳状の外観を持ち、平滑で黄土褐色ないし赤褐色を呈する。頭部の内部は中空。柄は太い円柱状で下部に向かって太くなり中空、しばしば浅い縦じわを有し、黄褐色から肌色で多少ざらつく。縦断面では、頭部は一枚の円盤状の子実層托（胞子形成部＝結実部；Hymenophore）が複雑かつ不規則に折りたたまれた構造を有し、柄の内部にもしばしば不規則な空隙を生じている。肉は生のときは脆い。胞子は子嚢の中でつくられる。
子嚢は細長い円筒状ないしこん棒状を呈し、無色で大形かつ薄壁、ヨウ素溶液で青く染まらず（未熟な子嚢では細胞質が黄褐色に染まるが、青変することはない）、先端に薄い円盤状で明瞭な蓋（Operculum）を備え、内部に8個の子嚢胞子を生じる。子嚢胞子は広楕円形で無色・薄壁、10パーセントの水酸化カリウム水溶液中で観察すると両端にごく低いクッション状をなした附属体（Apicula）が認められ、ヨウ素溶液で呈色することはなく、しばしば2個の小さな油滴を含み、1個の核を有する。子嚢に混じって、無数の側糸（不稔菌糸）が見出され、少数の隔壁を有し、その先端は僅かに膨れるとともに赤褐色の顆粒を含んでいる。子実体を構成する菌糸は無色・薄壁で、隔壁部で弱くくびれることがあり、かすがい連結を持たない。柄の表面においては、菌糸の先端が洋ナシ状ないし球状に膨れるが、顕著に発達した表皮層をなすことはない。

## 分類学上の位置づけ
古くはノボリリュウ属（Helvella）に置かれた。長くノボリリュウ科 （Helvellaceae）の一員として扱われていたが、分子系統学的解析によればフクロシトネタケ属（Discina）やマルミノノボリリュウ属（Pseudorhizina）、およびクルミタケ属（Hydnotrya）との類縁関係が深いとされ、後3者とともに独立したフクロシトネタケ科（Discinaceae）に置かれている。

## 食・毒性
ヨーロッパでは毒抜きをして食用にされている。学名には「食用になる」の意味がある（後述）が、そのまま食べるとその毒性は極めて強い。キノコ毒としては例外的に水の沸点よりも低い沸点を持つため、煮沸10分で99%以上揮発するといわれる。食べるには毒抜き処理の方法を熟知せねばならず、また毒抜きの際に揮発した毒成分を吸引しても中毒が起きる可能性があるので、安易に食べられるキノコとは言えない。

### 毒成分

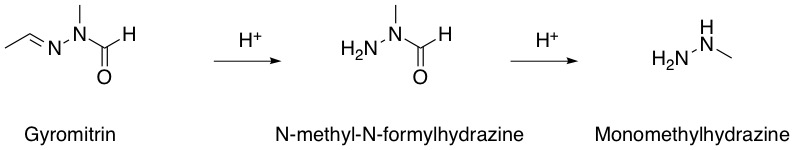
ギロミトリンの作用機序
加水分解によって中間生成物N-メチル-N-ホルミルヒドラジンを経てモノメチルヒドラジンを生成する

有毒成分はヒドラジン類の一種であるギロミトリン（ジロミトリン）（Gyromitrin：C4H8N2O）、およびその加水分解によって生成するモノメチルヒドラジンなど、10種のヒドラゾン化合物である。ギロミトリンの含有量は、シャグマアミガサタケ 100 g中 120-160 mg程度であるとされている。
ギロミトリンの沸点は143℃で、揮発性はないが、沸騰水中ではすみやかに加水分解されてモノメチルヒドラジンとなる。後者の沸点は87.5℃で蒸気圧も高く（20℃において37.5 mmHg）、煮沸すると気化し、調理中にこれらを吸い込むと中毒を起こす。また、煮沸によって煮汁の中にも溶出する。10分間の煮沸によって、モノメチルヒドラジンの99–100パーセントが分解・失活するという。また、生鮮品を10日間ほど乾燥することによっても、ギロミトリンを90パーセント程度分解できるとされている。

### 中毒症状
採取したものをそのまま食べれば、食後4 - 24時間を経て、最初に胃腸系の症状（吐き気・嘔吐・激しい下痢と腹痛）、痙攣などを起こす。その後に肝臓・腎臓障害の症状とその結果としての黄疸・発熱・めまい・血圧降下などが現れるとともに、重症化すると脳浮腫とそれに伴う意識障害ないし昏睡、あるいは腸・腹膜・胸膜・腎臓・胃・十二指腸などの出血をきたし、最悪の場合には循環器不全、呼吸困難を経て2 - 4日で死に至ることがある。アマニタトキシン（アマニチンやファロイジンなど）による中毒症状に似ている。
フランスのアルプス山中にあるMontchavin村では、筋萎縮性側索硬化症 (ALS)が風土病として発生している。遺伝的・科学的な原因は未だ見つかっていないが、罹患者は共通して煮たり乾燥させたりして毒抜きしたシャグマアミガサタケを長期間摂取しており、慢性的なギロミトリンの摂取が高いALS発症率の一因にあるのではないかと疑われている。

### 治療
治療には、モノメチルヒドラジンと結合するとともに、赤血球造成を促進して抗溶血作用を示すピリドキシンが投与（体重kg当り25mg：一日当り15-30 g まで）される。ただし、肝臓変性・壊死にはピリドキシンの効果はほとんどなく、血液灌流などを併用する必要がある。モノメチルヒドラジンによる造血代謝阻害に対しては、葉酸あるいはフォリン酸の投与（フォリン酸として、一日当り20-200 mg）も行われる。

### 安全な調理法

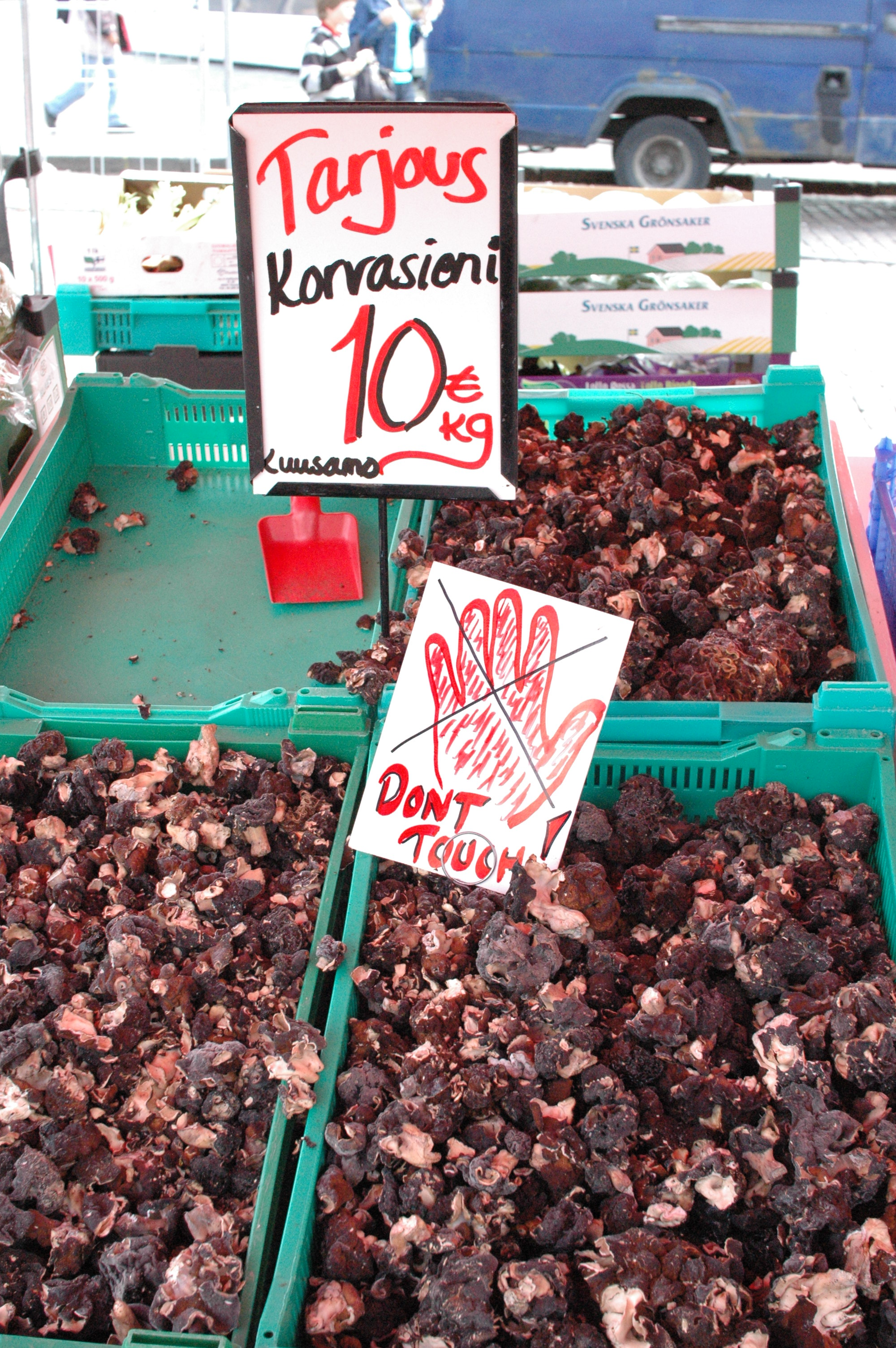
ヘルシンキのマーケットスクウェアで「Don’t Touch」の警告表記を附して売られるシャグマアミガサタケ

フィンランドではシャグマアミガサタケをKorvasieni（コルヴァシエニ、「耳キノコ」の意）と呼び、比較的よく知られた食材である。毒成分が水溶性であり、かつフィンランド人の間では毒抜きの方法がよく知られているので、毒性の明示と調理法とに関する説明書きの添付とを条件に、例外的に販売が許可されている。
しかし、多くの外国人は正しい調理方法を知らず、興味本位で購入して中毒する恐れが高いため、フィンランド食品安全局 (Evira) では、外国人向けの数ヶ国語のパンフレットを配布し、正しい食べ方の周知を呼びかけている。

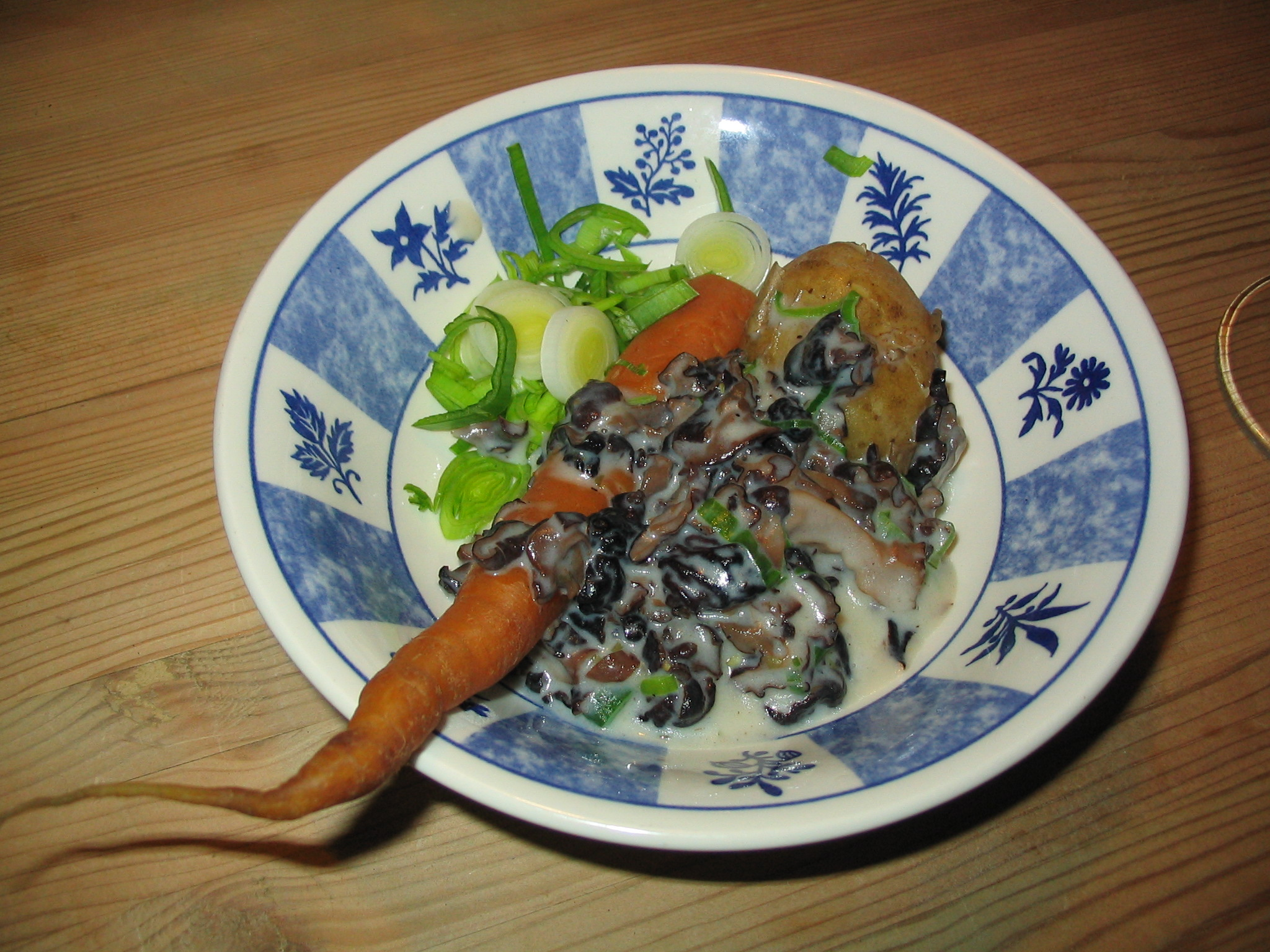
調理例

以下にEviraの指定する正しい調理方法を示すが、確実に無毒化する自信がない場合は、試食は禁物である。
生鮮品
キノコを大量の水（キノコ1に対し水3の割合）で茹でる。少なくとも5分以上煮沸してから茹で汁を捨て、大量の水でじゅうぶんに煮汁を洗い落としてから、もう一度5分以上茹でる。
乾燥品
乾燥品は、使用前に少なくとも2時間水に浸す（キノコ100グラムを水2リットルに浸す）。柔らかく戻ったところで、生鮮品の処理と同様に、2回茹でこぼして水ですすぐ。
煮沸作業中（あるいは乾燥中）の蒸気を吸っても中毒を起こすため、作業する空間をじゅうぶんに換気する。いうまでもなく、煮沸した後の残り汁や、乾燥品をもどしたあとのもどし液は調理に用いてはならない。ヨーロッパでは、調理中に発生するガスを吸ったり調理不十分のまま食べることにより、しばしば死亡事故も起きている。
フィンランド料理では、毒抜きしたものをオムレツ・バターソテー・肉料理などに使うベシャメルソースなどの素材として用いる。フィンランドでは缶詰品も市販されているが、煮沸処理が施されたものとそうでないものとがあるので、缶の記載を精読して確認するべきである。

## 人工栽培の将来性
ギロミトリンの生産性が非常に小さい低毒性の菌株が見出されたとの報告があり、この菌株を用いての子実体の形成にも成功しているという。人工栽培に向けての基礎研究も行われている。

## 類似種
同じ属に置かれる種として、日本ではヒグマアミガサタケ（Gyromitra infula (Schaeff.: Fr.) Quél.）およびオオカサノボリリュウ（Gyromitra discinoides (S.Imai) S. Imai）がある。前者は頭部のしわひだが粗雑で、いくぶん頭巾状をなすことで異なる。また、後者はおもに腐朽材上（まれに地上）に発生し、子実体がむしろ平たい皿状の結実部とごく短い柄とからなることで容易に区別される。
また、別属に置かれるマルミノノボリリュウ（Pseudorhizina sphaerospora (Peck) Pouzar）も樹上に発生するもので、胞子は完全な球状を呈する。外観が非常にシャグマアミガサタケに似るものとしてオオシャグマタケ（＝ホソヒダシャグマアミガサタケ Gyromitra gigas (Discina gigas (Krombh.) Eckblad）があるが、胞子に顕著な網目状の紋様を備えることから、現在ではフクロシトネタケ属（Discina）に移されている。
これらの類似種が、シャグマアミガサタケ同様に有毒であるか否かについては不明な点が多い。

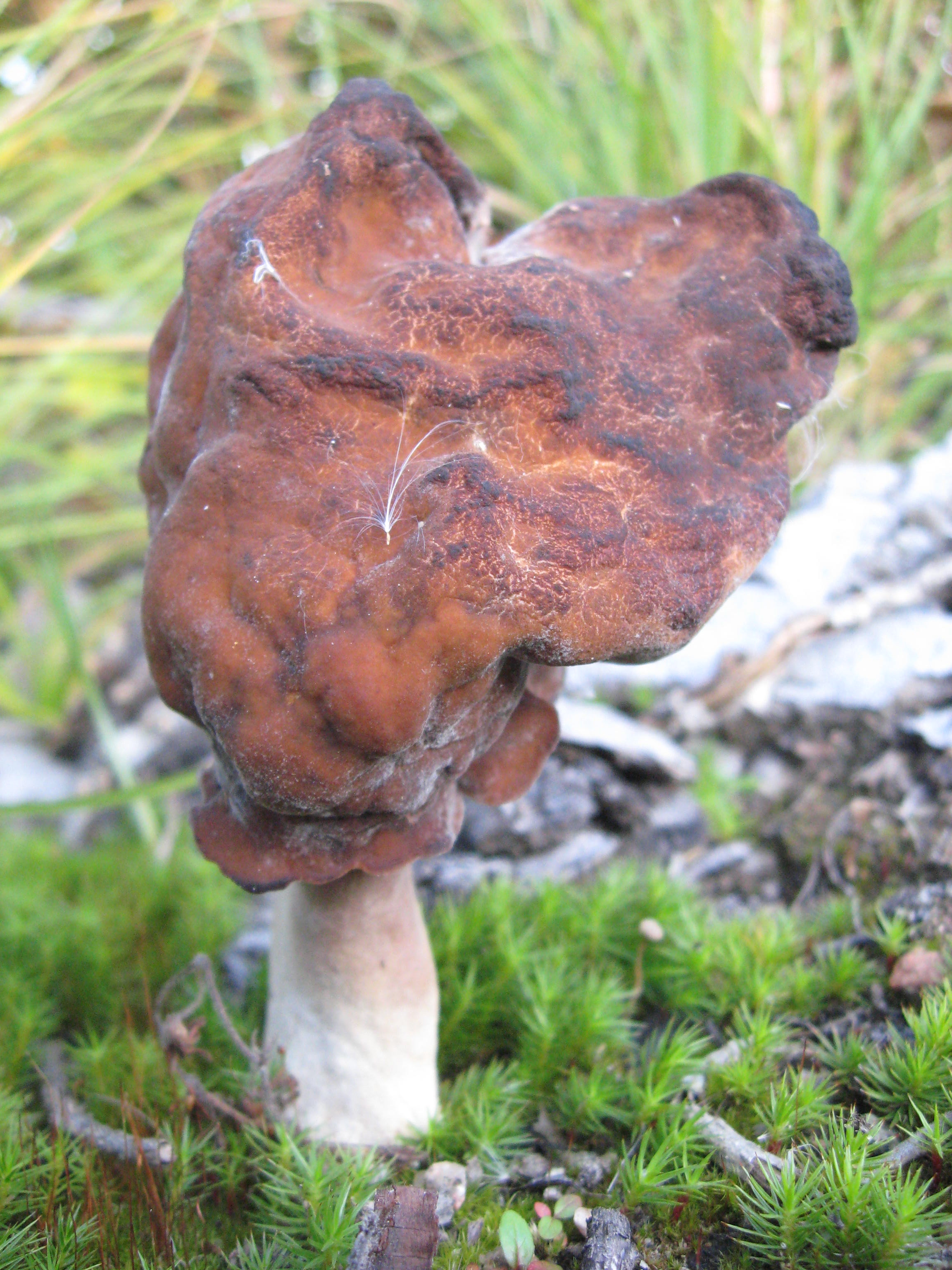
参考：頭部のしわや隆起がやや単純なヒグマアミガサタケ
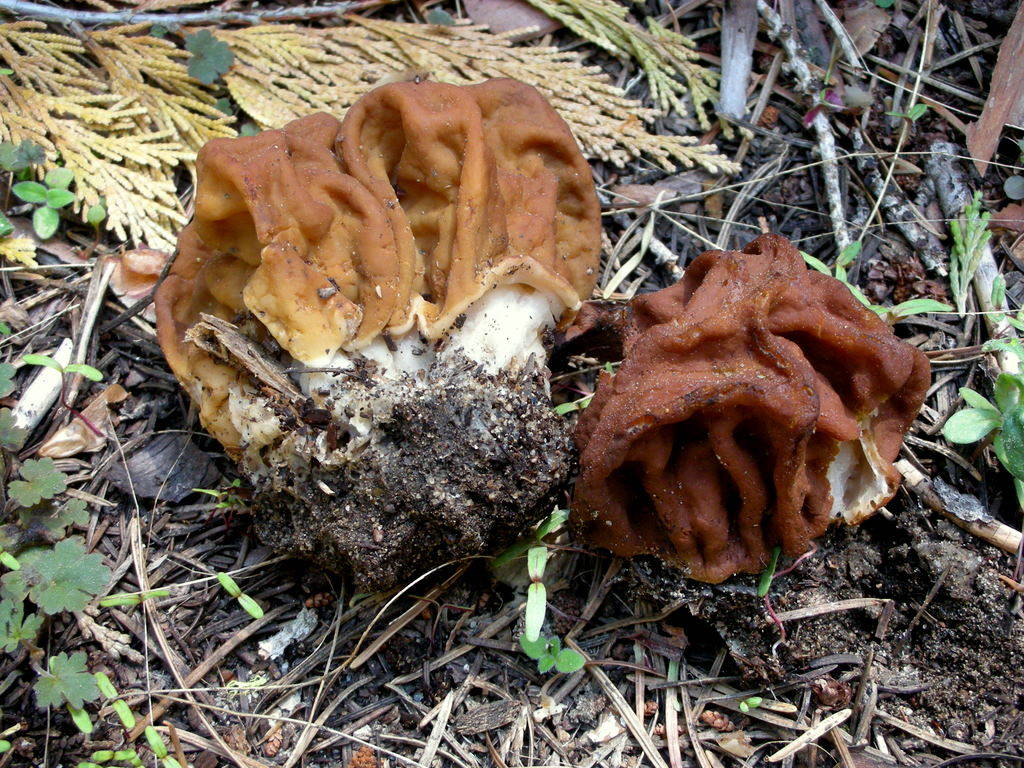
参考：オオシャグマタケは外観ではシャグマアミガサタケと区別しにくい